# Almendrales
Almendrales és un barri del districte d'Usera, a Madrid. Té una superfície de 77,23 hectàrees i una població de 22.562 habitants (2009). Limita al nord-oest amb Moscardó, al nord-est amb Legazpi (Arganzuela), al sud amb Orcasur i a l'oest amb Pradolongo.